# François Antoine Simon
Pour les articles homonymes, voir Simon et Antoine Simon.
François-Antoine Simon, né le 10 octobre 1843 aux Cayes et mort dans la même ville le 10 mars 1923, est un militaire et un homme politique haïtien qui participe à plusieurs événements politiques de la fin du XIXe siècle, qui est vers la fin de sa carrière chef insurrectionnel de la révolution de 1908, puis président à vie du 17 décembre 1908 au 2 août 1911, après son coup d’État contre Pierre Nord Alexis.
Délégué militaire du gouvernement dans le département du Sud, Antoine Simon est révoqué sous le régime de Nord Alexis. Pour protester contre cette révocation, ses partisans dans le Sud poussent à prendre les armes contre la dictature d’Alexis. Antoine Simon mène la rébellion et le renverse. Les partisans de la constitution républicaine déchantent une nouvelle fois, lorsque Simon est intronisé président à vie le 16 décembre 1908, en tant que descendant de Toussaint Louverture et demi-frère de l’ancien dictateur Tiresias Simon Sam. Bien qu'il ait peu d'études lui-même, Simon réunit autour de lui un groupe consultatif composé d'hommes influents. Le 19 décembre 1908, il met en place un cabinet ministériel de six membres.
L'une de ses premières décisions est de poursuivre une politique d'apaisement en permettant aux Haïtiens exilés de revenir, dans le but de préparer le terrain pour une certaine stabilité au cours des premières années de son règne. Pour rassurer les républicains, il promet d’entamer une transition démocratique, en refusant de désigner un successeur et en formulant la promesse de faire rétablir l’ancienne constitution et de mettre fin à la présidence à vie après son décès. Il s’efforce également d'améliorer la production agricole. Il a aussi l'intention de construire un réseau ferroviaire dans tout le pays. Pour ce faire, plusieurs contrats avec des sociétés américaines, sont envisagés, y compris la soi-disant « MacDonald contrat », un contrat pour construire une ligne de chemin de fer entre Port-au-Prince et Cap-Haïtien.
Toutefois, ces contrats étaient mal préparés, conduisant à des critiques aussi bien des intellectuels que des hommes politiques. D'autre part, les contrats ont conduit directement au pavage des rues et l'électrification de Port-au-Prince. En conséquence, des routes modernes ont été érigées. Le gouvernement a également favorisé une augmentation de la présence des voitures en Haïti. Pour satisfaire les plantations de bananes américaines, les entreprises haïtiennes ont été imposées, entraînant des troubles par les petits propriétaires qui ont finalement payé le prix. Les petits agriculteurs dans le nord (cacos) ont alors commencé à se révolter en juin 1911. Cincinnatus Leconte, ancien ministre des Travaux publics et de l’agriculture sous le règne de Tirésias Simon Sam, profite de la situation pour mener un coup d'État contre Simon. La campagne initiale de Leconte a échoué, mais une nouvelle tentative en août 1911 a réussi. Ne souhaitant pas le désordre, Simon accepte de renoncer à ses pouvoirs. À la tête de l’État, Cincinnatus Leconte se proclame président à vie, tout en contraignant son prédécesseur à l'exil. Simon revient en Haïti en 1913 et meurt dans sa ville en 1923.

## Famille
Né à aux Cayes en 1843, François Antoine Simon est le fils de Pétion Simon, un soldat dans l'armée républicaine. Son grand-père, Constant Simon, avait épousé Maire-Noël Louverture, fille naturelle de l'indépendantiste haïtien, Toussaint Louverture. Ainsi, Simon est un arrière-petit-fils de celui qu'on surnommait le Napoléon noir.
C'est sous la conduite de Louverture que les Noirs passent d’une révolte à une guerre de libération en s’alliant d’abord aux Espagnols de Saint-Domingue, en guerre contre la nouvelle République française. Comprenant que seule la République entendait libérer les esclaves, Toussaint Louverture se rallie en 1794. En quelques mois, à la tête d’une armée de 20 000 anciens esclaves, il renverse la situation militaire et libère la moitié du territoire. En 1798, agissant comme un gouverneur, il négocie directement avec les britanniques la libération des ports qu’ils détenaient encore. Il démontre ainsi qu’il est le seul chef de la colonie. Il impose la suprématie des Noirs sur les Mulâtres au cours d’une guerre civile en 1800. En 1801, il étend même son autorité sur l’ensemble de l’île en envahissant la partie orientale espagnole et en y promulguant une constitution. Il remet l’économie de plantation sur pied en instaurant le travail forcé, n’hésitant pas à rappeler les anciens colons et à réprimer par la force la contestation des Noirs. Le 7 juin 1802, Toussaint Louverture est arrêté malgré sa reddition et Dessalines, défait par les Français à la Crête-à-Pierrot, participe à cette arrestation.
Comme tous les membres de sa famille, Simon effectue une carrière militaire et participe à la guerre civile contre Sylvain Salnave. Plus-tard, il épouse Uranie Adélaïde Mentor avec laquelle il a 8 enfants.
Simon rejoint la police municipale, s'enrole ensuite dans l'Armée nationale d'Haïti comme officier, avant d'être promu en tant que commandant des troupes du Ministère du Sud en 1883. Peu après, il a continué à travailler comme aide-de-camp sous le règne de son demi-frère, Tirésias Simon Sam, qui le promu au grade de colonel, puis de général. Après la chute de ce dernier, un coup d'État dirigé par le général Nord Alexis renverse le gouvernement républicain provisoire.

## Carrière et révolution

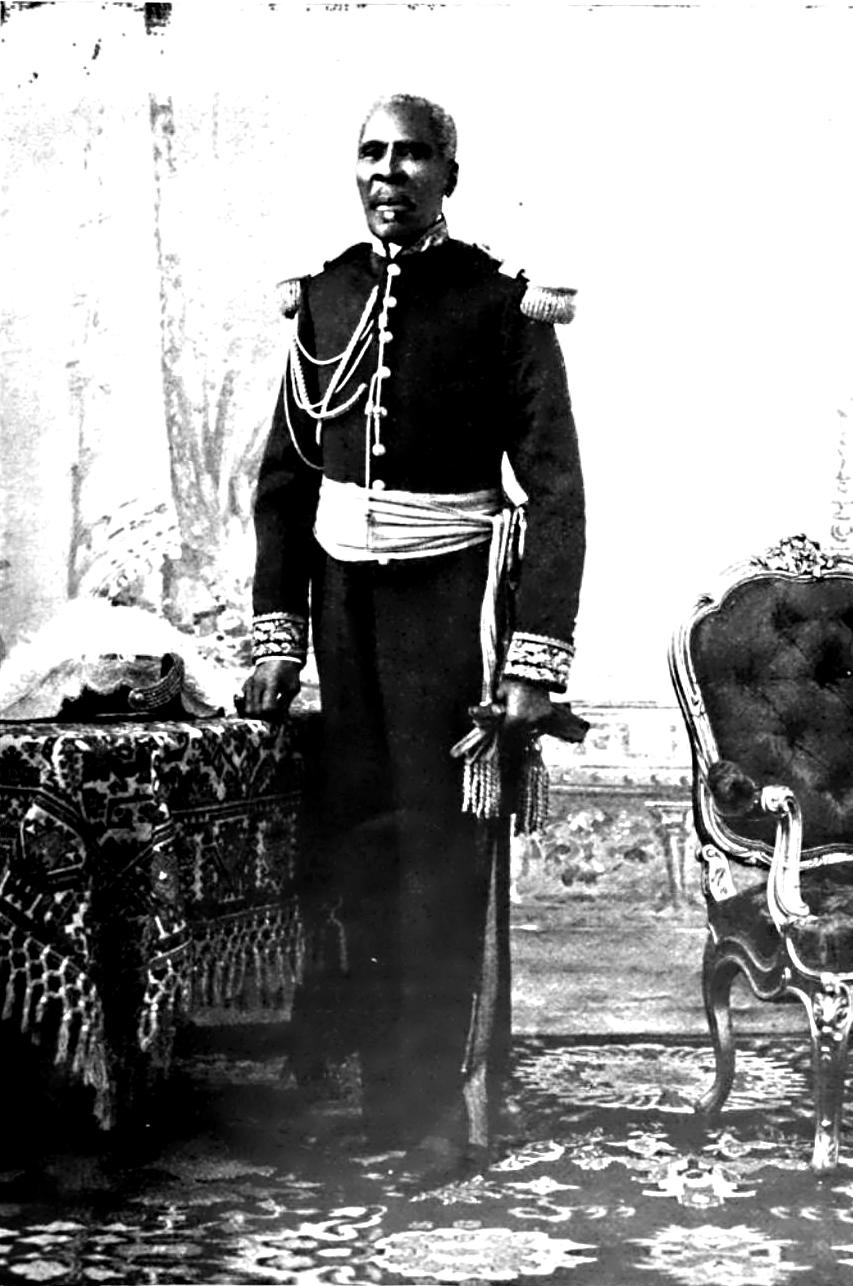
Henri III, roi d'Haïti de 1902 à 1908.

Le 21 décembre 1902, Alexis, qui a pris le pouvoir par la force, se proclame président à vie. C'est en menant les troupes lui étant restées fidèles à la Chambre des députés qu'il s’empare du pouvoir. Autoritaire, le nouveau dictateur arrive à se maintenir au pouvoir les six années suivantes, bien que son régime ne cesse de faire face à des rébellions, et que son gouvernement soit fréquemment accusé de corruption. En dépit des difficultés budgétaires, il refuse de recourir à des emprunts qui pourraient porter atteinte à l’indépendance nationale. Il choisit en conséquence d’user de la planche à billet, avec des résultats économiques mitigés. Alexis avait plus de 80 ans quand il arriva au pouvoir. Il avait alors deux priorités : le culte des aïeux et le souci de l’Indépendance nationale.
Commandant du Département du Sud, Simon est accusé d’être le meneur des insurgés en novembre 1908 contre le régime. Il fut renvoyé de son poste, décida alors de marcher sur Port-au-Prince et ainsi de déclencher une rébellion.
Cette annonce unifie les partisans de Firmin, qui lancent une nouvelle révolte contre le régime. Bien que la révolte soit écrasée, elle exacerbe les problèmes économiques du pays.

## Président à vie

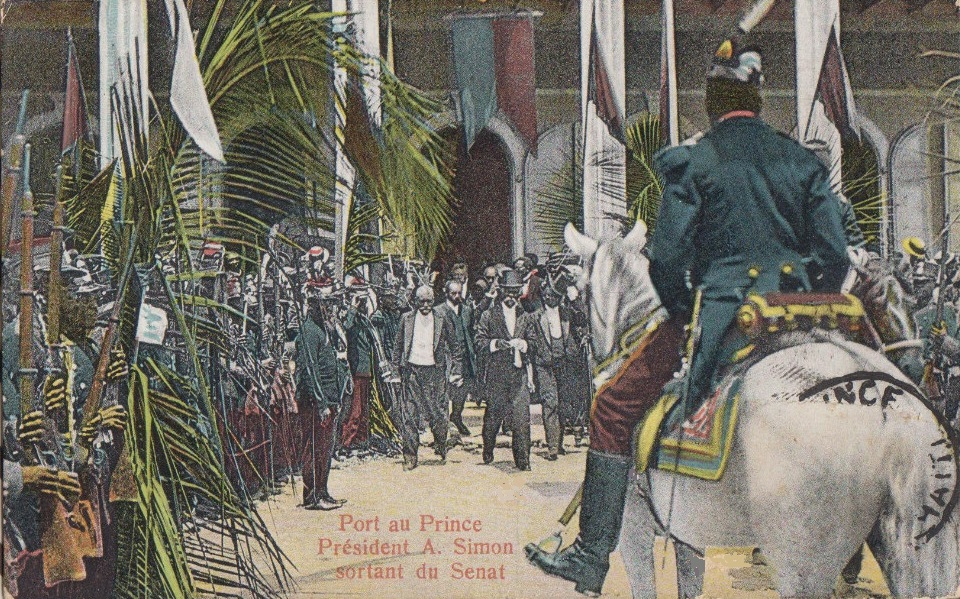
Investiture du président Simon.

Une famine se déclencha dans le sud la même année amène des émeutes de la faim violentes. Simon, écarté de l'armée, convainc certains militaires à se joindre aux populistes ce qui provoque la révolution de novembre. Chassé du pouvoir le 2 décembre, Alexis s’exile en Jamaïque, où il meurt en 1910. Son régime prend alors définitivement fin.
Le 6 décembre 1908, un gouvernement provisoire est mis en place et réintroduit les institutions républicaines. Mais finalement, le 16 décembre, Simon est désigné président à vie et intronisé le 17 décembre.
Antoine Simon possédait à peine une instruction primaire. Cependant, il ne manquait pas d’intelligence pour avoir réussi à monter constitutionnellement à des postes de plus en plus élevés, depuis celui de chef de section rurale jusqu’au sommet de l’État. Il avait commandé le Département du Sud avec modération pendant 25 ans. Sous son gouvernement, la ville de Port-au-Prince fût éclairée à l’électricité et l’on commença le bétonnage de ses rues.
À partir de 1908, les compagnies américaines négocièrent des concessions exorbitantes pour construire des voies ferrées et développer des plantations de bananes en expropriant les paysans. En 1910, la banque américaine National City acheta une part importante de la Banque d'Haïti, banque centrale qui, à la fois était trésorier du pays et disposait du monopole sur l'émission de billets Les possibles effets sur Haïti de la guerre en Europe inquiétèrent les États-Unis. La communauté d'origine allemande y exerçait en effet un pouvoir économique prépondérant. La majorité du commerce maritime était détenue par des Allemands qui, souvent s'étaient alliés aux riches familles mulâtres locales.

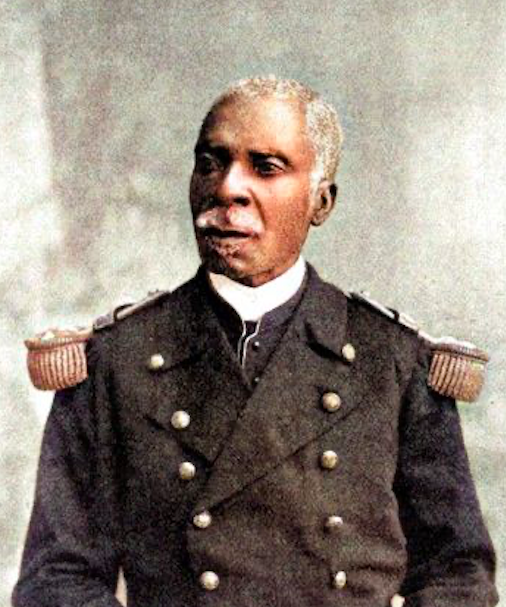
Photographie d’Antoine Simon.

Alors que les revenus traditionnels liés à la monoculture du café s'étaient effondrés, Antoine Simon planifiait de lancer l'exploitation de la banane pour permettre au pays de se moderniser. Pour ce faire il lança un emprunt de 65 millions de francs auprès d'un consortium franco-allemand. Puis, après diverses pressions incluant aussi des intérêts américains, il passa, dans le cadre de cet objectif, un contrat dit contrat Mac-Donald avec les États-Unis. Avec les revenus dégagés par ces contrats d'exportation, il fit construire, par une autre société américaine, un chemin de fer entre Cap-Haitien et Port-au-Prince. La dépossession des terres agricoles nécessaires à la production de la banane et les conditions de cet emprunt resteront une source d'incompréhension au sein de l'opinion publique haïtienne, d'autant qu'il s'agissait d'un pari osé qui promettait soit la richesse du pays soit une dépendance financière totale vis-à-vis des américains.
Malgré beaucoup de critiques de la mauvaise préparation des contrats avec les Américains, au début, ils ont été bénéfiques pour le pays; ils ont conduit directement à la chaussée des rues et, l'électrification de la capitale du pays, Port-au-Prince. La Compagnie des chemins de fer du Nord, dite « ligne MacDonald », restera en service jusqu'à ce que les rails furent vendus, à la fin des années 1970.
HASCO deviendrait le plus grand employeur d'Haïti avec 3 500 travailleurs de la raffinerie de Port-au-Prince et environ 40 000 producteurs de canne contractés. Le président Simon a fait une des plus grandes erreurs au cours de sa présidence, celle qui entraînerait plus tard un coup d'État contre lui.

## Dernières années

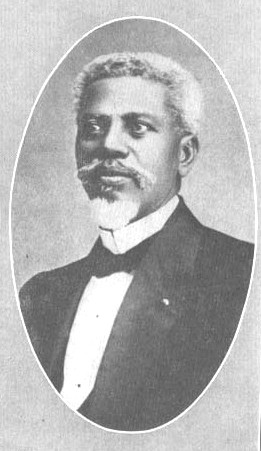
Cincinnatus Leconte dit Jacques IV, successeur d'Antoine Simon, tué lors d'un attentat le 8 août 1912.

Dès son intronisation, Simon promet d’être le dernier président à vie de l’histoire haïtienne, et propose l’abrogation de la présidence à vie, après sa mort, ainsi la restauration des principes républicains et de la constitution de 1870.
Cincinnatus Leconte, arrière petit-fils de l’empereur Jacques Ier, prit la tête d'une révolte paysanne et le renversa puis proclama la déchéance de Simon, avant de revendiquer la présidence à vie. Dans un premier temps, Simon accepte, abdique et s'exile en Jamaïque. Le règne du nouveau dictateur s’achève le 8 août 1912 par un terrible attentat perpétré par ses opposants politiques. Cette action qui n'avait pour but initial que de mettre en garde Leconte, entraîna son décès ainsi que la mort de plusieurs membres de sa famille et de nombreux soldats, ainsi que la destruction du Palais national. Simon revient alors en Haïti sous la protection du nouveau maître du pays, Tancrède Auguste.
L'occupation d'Haïti par les États-Unis débuta le 28 juillet 1915 lorsque 330 marines américains furent envoyés par le président américain Woodrow Wilson pour débarquer à Port-au-Prince, afin d'y protéger les intérêts économiques américains. Un premier débarquement, à partir de l'USS Montana, avait déjà eu lieu le 27 janvier 1914.
Philippe Sudre Dartiguenave, président du Sénat haïtien, accepta le poste de président de la République après le refus de plusieurs autres candidats. En 1917, ce dernier dissout le corps législatif, à la suite du refus de ses membres de ratifier la Constitution rédigée par Franklin D. Roosevelt, alors secrétaire assistant à la Marine. Un référendum fut organisé en 1918 et la nouvelle Constitution fut approuvée à 98 225 voix pour et 768 voix contre. Celle-ci était globalement libérale, mais son importance résidait dans le fait qu'elle permettait désormais aux étrangers de posséder des terres en Haïti, ce qui avait été interdit en 1804 à l'initiative du premier chef d'État après l'indépendance, Jean-Jacques Dessalines.
La fin de la Première Guerre mondiale et la défaite de l'Allemagne privèrent d'une part les rebelles haïtiens de leur principal soutien dans la guérilla, et de l'autre part soulagèrent les craintes des États-Unis quant à l'éventualité de la prise de contrôle d'Haïti par une puissance hostile. Néanmoins, l'occupation se poursuivit après la fin de la Grande Guerre, malgré l'embarras dans lequel il plongea le président Wilson à la Conférence de paix de Paris en 1919 et lors d'une enquête du Congrès américain en 1922.
L'ancien président à vie Simon meurt un an plus-tard le 10 mars 1923 à l'âge de 79 ans.

### Sources
- Justin Chrysostome Dorsainvil, Manuel d'histoire d'Haïti, Port-au-Prince, Procure des Frères de l'Instruction Chrétienne, 1934, 402 p. (lire en ligne), p. 336 à 339, 383